# وادی برقش
وادی برقش (به عربی: وادي برقش) یک شهرداری در الجزایر است که در استان عین تموشنت واقع شده‌است.
 وادی برقش ۴۱٫۵۱ کیلومتر مربع مساحت و ۴٬۳۴۳ نفر جمعیت دارد.